# Vincenzo Sorice
Vincenzo Sorice (Napoli, 3 ottobre 1937) è un politico italiano.

## Biografia
Esponente della Democrazia Cristiana. Nel 1983 viene eletto alla Camera dei Deputati, dove rimane per tre Legislature, fino al 1994. 
Ricopre anche il ruolo di Sottosegretario di Stato alle Poste e Telecomunicazioni nel Governo Goria e nel Governo De Mita, e poi di Sottosegretario alla Giustizia nel Governo Andreotti VI e nel Governo Andreotti VII.